# Municipio de Posey (condado de Rush)
El municipio de Posey (en inglés: Posey Township) es un municipio ubicado en el condado de Rush en el estado estadounidense de Indiana. En el año 2010 tenía una población de 1083 habitantes y una densidad poblacional de 11,53 personas por km².

## Geografía
El municipio de Posey se encuentra ubicado en las coordenadas 39°39′1″N 85°35′6″O / 39.65028, -85.58500. Según la Oficina del Censo de los Estados Unidos, el municipio tiene una superficie total de 93.93 km², de la cual 93,89 km² corresponden a tierra firme y (0,05 %) 0,05 km² es agua.

## Demografía
Según el censo de 2010, había 1083 personas residiendo en el municipio de Posey. La densidad de población era de 11,53 hab./km². De los 1083 habitantes, el municipio de Posey estaba compuesto por el 98,06 % blancos, el 1,02 % eran afroamericanos, el 0,18 % eran amerindios, el 0,28 % eran asiáticos, el 0,09 % eran isleños del Pacífico y el 0,37 % eran de una mezcla de razas. Del total de la población el 0,55 % eran hispanos o latinos de cualquier raza.